# Vyspělá země

Index lidského rozvoje států světa podle OSN

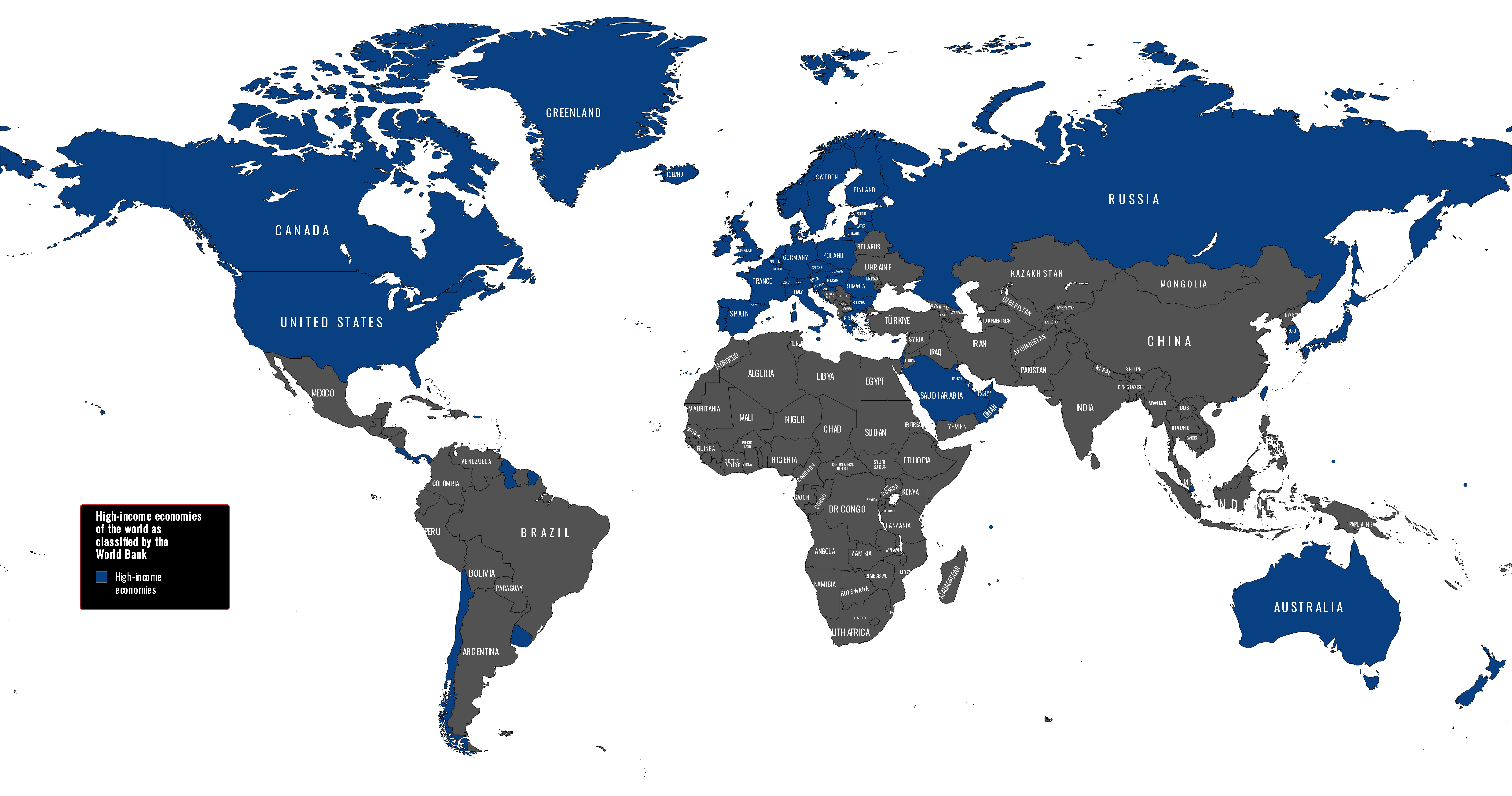
Vysokopříjmové ekonomiky světa (modrá) podle Světové banky

Vyspělá země je taková země, která má, ve srovnání s méně vyspělými zeměmi, vysoké HDP na hlavu, rozvinutou energetiku, strojírenský a chemický průmysl. Má nízký podíl těžby nerostných surovin. Převažuje zpracovatelský průmysl a je rozvíjena věda a technika. Zemědělství je druhořadé, avšak nezanedbatelné s moderní základnou. Mezi další charakteristiky ekonomicky vyspělých zemí patří:
- vysoká zaměstnanost ve službách
- nerovnoměrné rozmístění hospodářství
- orientace na vědu a výzkum
- rozvoj cestovního ruchu a dopravy
- vysoký hospodářský potenciál.

Mezi vyspělé země se obvykle neřadí země, jejichž bohatství je založeno hlavně na těžbě a vývozu nějaké komodity, a přitom nejsou adekvátně rozvíjeny ostatní složky hospodářství, nebo státy, v nichž je bohatství velmi nerovnoměrně rozloženo. Mezi takové země patří státy Blízkého východu, jejichž bohatství je založeno hlavně na vývozu ropy. (např.: Bahrajn, Kuvajt, Spojené arabské emiráty, Saúdská Arábie)

## Poloha
Země považované za vyspělé leží obecně na severní polokouli v Severní Americe (USA a Kanada), v Evropě (např. státy Evropské unie), v Asii Japonsko, tzv. Asijští tygři (Jižní Korea, Tchaj-wan), Izrael a v Oceánii (Austrálie a Nový Zéland).

## Index lidského rozvoje
Kromě čistě ekonomického posouzení vyspělosti země existuje ještě ukazatel jménem index lidského rozvoje. Index lidského rozvoje (anglicky: Human development index, HDI) je pokus o vyjádření kvality lidského života, za pomoci porovnání údajů o chudobě, gramotnosti, vzdělání, střední délky života, porodnosti a dalších faktorů, který vypracovává Organizace spojených národů ( O S N ). Používá se pro měření potenciální sociální prosperity. Index vymyslel v roce 1990 pákistánský ekonom Mahbub al Hak a od roku 1993 jej OSN používá ve své každoroční zprávě.